# William Fitzhugh

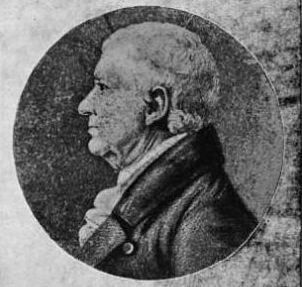
William Fitzhugh

William Fitzhugh (* 24. August 1741 im King George County, Colony of Virginia; † 6. Juni 1809 in Fairfax, Virginia) war ein US-amerikanischer Politiker. Im Jahr 1779 war er Delegierter für Virginia im Kontinentalkongress.

## Werdegang
William Fitzhugh wurde zu Hause von Privatlehrern unterrichtet. Anschließend arbeitete er in der Landwirtschaft. In den 1770er Jahren schloss er sich der Revolutionsbewegung an. In den Jahren 1776 und 1777 saß er im Abgeordnetenhaus von Virginia, dem er auch in den Jahren 1780, 1781, 1787, und 1788 angehörte. 1779 vertrat er seinen Staat im Kontinentalkongress. Anschließend saß er zwischen 1781 und 1785 im Senat von Virginia. Er starb am 6. Juni 1809 in Fairfax.
William Fitzhugh war mit George Washington befreundet, der ihn in seinem Tagebuch erwähnte. Er war die letzte Person, die Washington vor seinem Tod außerhalb von Mount Vernon besuchte. Im Jahr 1804 heiratete seine Tochter George Washington Parke Custis, den Stiefenkel und Adoptivsohn Washingtons. Deren Tochter Mary Anna Randolph Custis Lee heiratete im Jahr 1831 den späteren General der Konföderierten Staaten, Robert E. Lee.